# Hans Eller
Hans Eller (født 14. august 1910 i Danzig, død 4. april 1943) var en tysk roer og olympisk guldvinder.
Eller roede for Berlin Roklub og var med til at blive toer ved de tyske mesterskaber i 1930. Han var en del af den tyske firer med styrmand, der deltog i OL 1932 i Los Angeles sammen med Horst Hoeck, Walter Meyer, Joachim Spremberg og styrmand Carlheinz Neumann. Tyskerne kom akkurat i finalen efter andenpladser i indledende heat og i opsamlingsheatet. Finalen blev et tæt løb mellem tyskerne og italienerne, men til sidst sejrede tyskerne med blot 0,2 sekund foran italienerne, mens Polen vandt bronze.
I 1934 var han med i en otter, der vandt bronze ved de tyske mesterskaber.
Eller var løjtnant i den tyske Wehrmacht og kæmpede på østfronten under 2. verdenskrig. Her blev taget til fange af sovjetiske styrker og sat i krigsfangelejr, hvor han døde i 1943, 32 år gammel.

## OL-medaljer
- 1932:  Guld i firer med styrmand